# Гаудапада
Гаудапада - індійський мислитель, наставник Говінди Бхагаватпади, вважається засновником філософсько-релігійного напрямку в індуїзмі, що отримав назву Адвайта-Веданта.

## Життя та творчість Гаудапади

### Біографія
Народився: місце народження невідомо. Прийнято вважати, що Гаудапада жив у VIII с.
Помер: час і місце смерті невідомі.
Дати життя Гаудапади невідомі, і деякі дослідники висловлюють сумнів у тому, що така людина взагалі існувала. Однак традиція вважає Гаудападу парамагуру (paramaguru), тобто вчителем вчителя, Шанкари. Інакше кажучи, згідно з традицією, Гаудапада був учителем Говінди або Говіндапади (Govinda, Govindapada), який був, в свою чергу, вчителем Шанкари. У своєму коментарі на КАРІКОМ Гаудапади Шанкара ставить Гаудападі в заслугу відродження моністичної інтерпретації упанішад. Якщо ці твердження відповідають дійсності, то Гаудапада, найімовірніше, жив у VIII ст.

### Основна праця
"КАРІКОМ (Віршований коментар) до Мандука-упанішада".

### Головні ідеї
Брахман, або вище "Я", - єдина реальність.
Існує три маніфестації нижчого "я".
За межами цих трьох маніфестацій лежить справжнє "Я" (турійя).
Мокша, тобто звільнення, - вища мета людини.
Пізнання і медитація допомагають досягти мокші.